# Transporte ferroviário na Polônia
A rede ferroviária da Polônia possui aproximadamente 19.599 quilômetros de extensão, sendo a grande maioria eletrificada utilizando linhas de 3 kV DC.